# Voice (singolo Kim Tae-yeon)
Voice è un singolo della cantante sudcoreana Kim Tae-yeon, pubblicato l'11 maggio 2019.
Questo singolo è il suo debutto nel mercato giapponese.

## Tracce
1. Voice
2. Turnt and Burnt